# Треоза
Треоза (threose) [перестановка букв в erythrose, от греч. erythros — красный] — четырёхатомный (не триоза, а тетроза) углевод с молекулярной формулой C4H8O4. Две центральные гидроксильные группы в проекции Фишера находятся в транс-ориентации (цис-ориентация в изомере Т. — эритрозе). Относится к альдозам, поскольку содержит альдегидную группу в открытой форме. Существует в виде D- или L-стереоизомеров или в виде рацемата.

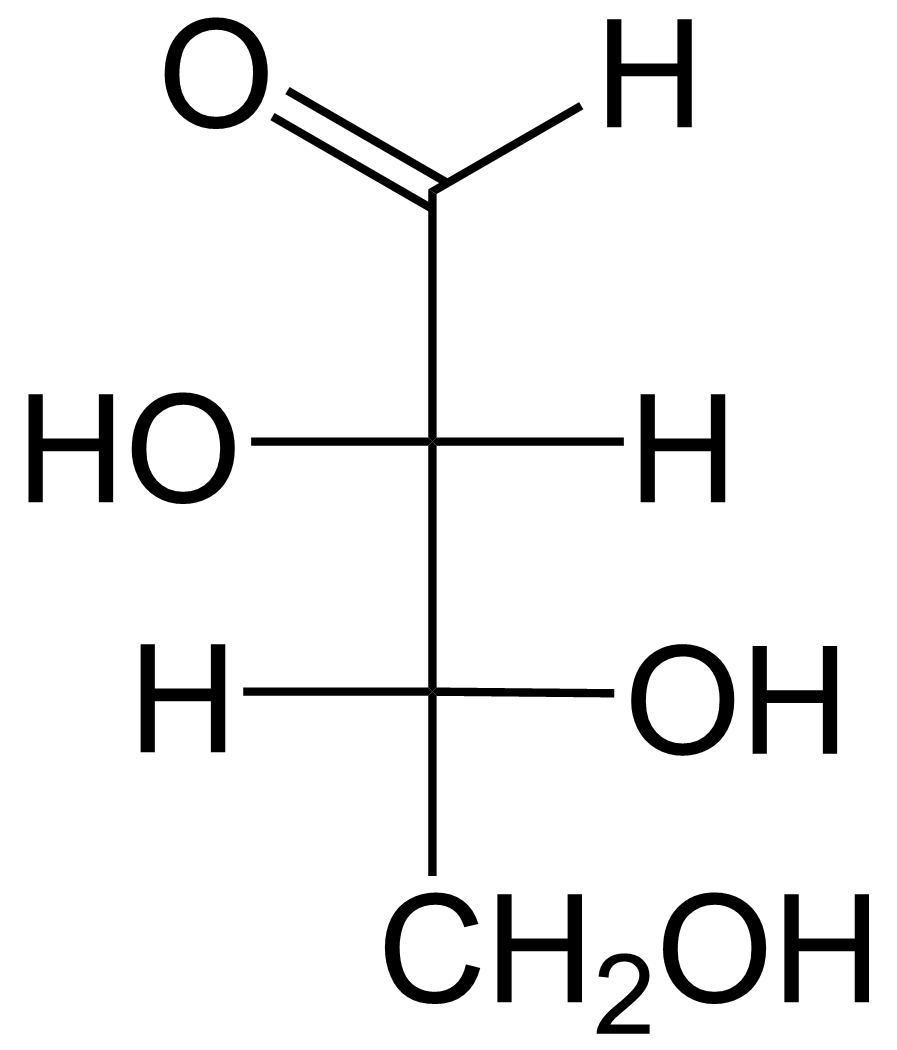
D-треоза
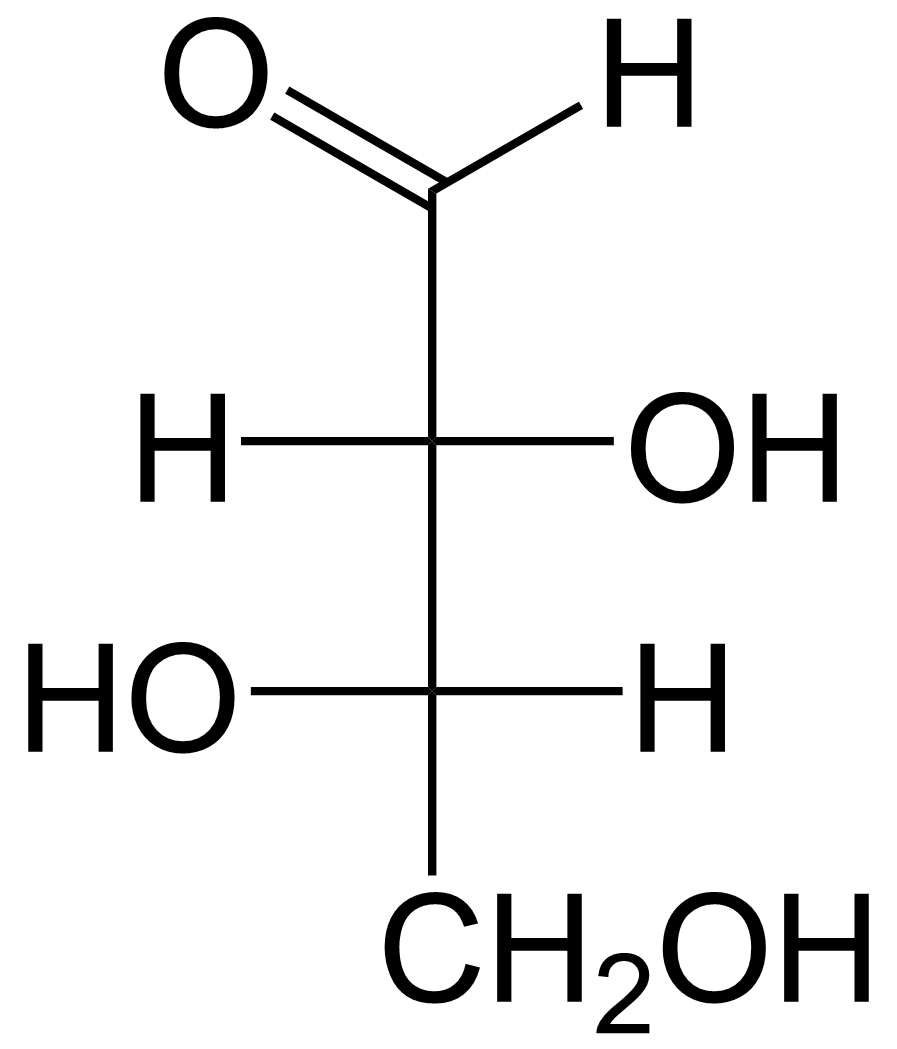
L-треоза